# Bolidiana fabricii
Bolidiana fabricii är en insektsart som beskrevs av Nielson 1979. Bolidiana fabricii ingår i släktet Bolidiana och familjen dvärgstritar. Inga underarter finns listade i Catalogue of Life.